# L'Année sainte
Pour plus de détails, voir Fiche technique et Distribution.
L'Année sainte est un film français réalisé par Jean Girault, sorti en 1976. C'est le dernier film de Jean Gabin, mort le 15 novembre 1976, soit près de sept mois après la sortie du film.

## Synopsis
Max Lambert est un vieux truand coriace. À la prison centrale de Melun, il rencontre Pierre Bizet qui lui parle d'aller récupérer un magot d'un demi-milliard en or, enterré près d'une petite chapelle aux alentours de Rome. Marcel Scandini, ex-associé de Max, organise leur évasion. Max se déguise en évêque et Pierre, censé être son secrétaire, en prêtre. Il s'agit de profiter de l'année sainte pour se glisser au milieu des pèlerins et récupérer le magot. Mais l'avion qui doit les mener à Rome est détourné vers Tanger par des pirates de l'air.

## Fiche technique
- Réalisation : Jean Girault
- Scénario : Louis-Émile Galey, Jacques Vilfrid
- Adaptation : Jean Girault, Jacques Vilfrid
- Dialogue : Jacques Vilfrid
- Assistant réalisateur : Tony Aboyantz
- Images : Guy Tadasu-Suzuki
- Opérateur : Claude Bourgoin, assisté de Jean Castagnier
- Son : Paul Lainé
- Perchman : Marcel Corvaisier
- Décors : Sydney Bettex
- Montage : Michel Lewin et Marie-Christine Lewin
- Musique : Claude Bolling, Georges Bacri (Pema Music)
- Photographe de plateau : Joël Chapelier-Pujo
- Maquillage : Jean-Pierre Eychenne
- Costumes : D. Darrieux est habillée par Guy Laroche - Jean Gabin et Jean-Claude Brialy par La Belle Jardinière
- Script-girl : Florence Moncorgé-Gabin
- Ensemblier : Nady Chauviret
- Régisseur général : Jacques Schaeffer
- Pellicule 35 mm Kodak, couleur par procédé Eastmancolor
- Caméra Alga Cinéma
- Studios : Paris-Studios-Cinéma (Studios de Billancourt)
- Tirage : Laboratoire Franay, L.T.C. Saint-Cloud
- Générique : Eurocitel
- Production : TF1 Films Productions, SNC (Paris) - Tritone Cinematografica (Rome) - (Franco-Italienne)
- Directeur de production : Alain Darbon
- Producteur délégué : Gérard Beytout
- Secrétaire de production : Georgette Darbon
- Administrateur de production : Jacques Dromard
- Distribution : Impéria Films, SNC
- Affichiste : Clément Hurel
- Durée : 85 minutes
- Format : couleur (Eastmancolor) - 35 mm - Son : mono
- Genre : comédie policière
- Dates de sortie : France : 23 avril 1976

## Distribution
- Jean Gabin : Max Lambert alias Monseigneur Lambrecht
- Jean-Claude Brialy : Pierre Bizet dit l'Abbé
- Danielle Darrieux : Christina, la duchesse
- Henri Virlogeux : Le commissaire Barbier
- Nicoletta Machiavelli : Carla
- Luciano Bartoli : Le Louftingue
- Paolo Giusti : Giuseppe
- Giampiero Albertini : Le commissaire Mazzola
- Maurice Teynac : Marcel Scandini
- Umberto Raho : Giordano, le consul
- Renato Romano : Boricelli
- Tommy Duggan : Le duc
- Stéphane Bouy : Le chauffeur de Scandini
- Dominique Briand : inspecteur Le Guellec
- Philippe Vallauris  : inspecteur (non crédité)
- Michel Fortin : Maillard
- Jacques Marin : Moreau, un gardien de prison
- Chantal Nobel : Hôtesse de l'air
- Pauline Larrieu : Hôtesse de l'air
- Billy Kearns : Le pilote de l'avion
- Monique Tarbès : Militante du M.L.F (passagère de l'avion)
- Jenny Arasse : La religieuse (passagère de l'avion)
- Fulbert Janin : Un passager de l'avion
- Danièle Durou : Une passagère de l'avion
- Maurice Travail : Un passager de l'avion
- Philippe Brigaud : Un passager de l'avion
- Yvette Dolvia : Une passagère de l'avion
- Ibrahim Seck : Un passager de l'avion
- Franck Cabot-David (sous le nom de « Franck David ») : Un passager de l'avion
- Jacques Dhery : Le gardien-chef
- Philippe Dumat  : Le directeur de la prison
- André Lawrence : Le radio
- Yvan Tanguy : Le stewart
- Jean-Yves Gautier : le chef stewart
- Lorenzo Piani
- Ugo Fangareggi : Le taxi romain
- John Clark
- François Florent
- Yves Wecker
- Florence Bellamy
- Georges Birt
- Jacques Courtois : un passager de l'avion
- Corinne Lahaye : Une hôtesse
- Denyse Roland : Une hôtesse
- Nicole Desailly  : Mme Barbier
- Franck Stuart : Un inspecteur
- Marcel Gassouk : Un gardien à l'infirmerie de la prison
- Ahmed El Maanouni : Le directeur de l'aéroport de Tanger
- Abd El Kébir : le gendarme marocain
- André Dumas : voix flash Europe 1 (lui-même)
- Paolo Giusti
- Jean Valmence

## Production
L'Année sainte marque la première et unique collaboration entre Jean Gabin et le réalisateur Jean Girault, connu pour être le réalisateur fétiche de Louis de Funès.

## Box office
Le film totalisa 1 249 452 entrées en France.

## Édition vidéo
En décembre 2014, L'Année Sainte a fait l'objet d'une édition en DVD (la première) dans une version remastérisée en haute définition.